# Доровских, Андрей Михайлович
Андрей Михайлович Доровских (род. 2 мая 1965 года) — депутат Государственной Думы I созыва от партии ЛДПР.

## Биография
Андрей Михайлович Доровских родился 2 мая 1965 года.
Окончил Саратовский юридический институт.
С 1985 по 1987 год работал художником-оформителем.
С 1987 по 1989 год работал заместителем начальника по снабжению.
С 1989 по 1991 год работал юрисконсультом треста общественного питания.
С 1991 по 1993 год работал директором правового предприятия «Решение».
В 1993 году баллотировался в Государственную думу первого созыва от ЛДПР (номер 60 избирательного списка партии). Избран депутатом Государственной думы от Балашовского одномандатного избирательного округа № 156 (Саратовская область).
Вошел в комитет Государственной Думы по экологии (был секретарем комитета).
В 1995 году баллотировался на выборах в Государственную Думу второго созыва, но проиграл.
В 1999 году включен в общефедеральный список движения «Духовное наследие» на выборах в Государственную думу 3 созыва (номер 2 по Волжскому региону). Вышел из списка по собственному решению.
С 1999 года — государственный нотариус Управления юстиции Московской области.
В настоящее время проживает в Химках.